# 伊拉克伊斯兰抵抗组织
伊拉克伊斯兰抵抗组织（羅馬化：al-Moqawamat al-Islamiat fi al-Iraq）是外界對伊拉克境內的亲伊朗什叶派伊斯兰主义组织的总称，由真主党旅、真主党努贾巴运动、阿萨伊卜·阿尔·哈克、卡塔伊布·赛义德·舒哈达組成。